# Muhammad Rafiq Tarar
Muhammad Rafiq Tarar (urdú: مُحمَّد رفیق تارڑ)  (Gujranwala, 2 de novembre de 1929 - Lahore, 7 de març de 2022) va ser un magistrat i home polític pakistaní. Jurista i advocat de formació, va ser jutge al Tribunal suprem del Pakistan abans de prendre la seva jubilació en novembre 1994, arribat a pel límit d'edat, a seixanta-cinc anys. Esdevé llavors membre del Senat, abans d'haver elegit, el 31 de desembre 1997, president de la República islàmica del Pakistan. Va ser reemplaçat el 20 de juny 2001 pel general Pervez Musharraf al cap de l'Estat.